# 中华剧艺社
中华剧艺社，是1941年由中共南方局在重庆成立的一个戏剧演出团体，为掩护起见，社长由无党派人士应云卫担任，办社大政方针，由中共驻重庆代表周恩来亲自过问。该社主要领导还有中共党员陈鲤庭和陈白尘，该社吸收和培养了大批优秀演员。抗战胜利后，迁上海。1947年在内战紧迫中停止活动。